# Trezzano Rosa
Trezzano Rosa (bis 1862 einfach Trezzano) ist eine Gemeinde mit 5383 Einwohnern in der Metropolitanstadt Mailand, Region Lombardei.
Die Nachbarorte von Trezzano Rosa sind Busnago und Roncello (die legen in Provinz Monza und Brianza ), Grezzago, Basiano, Pozzo d’Adda und  Trezzo sull’Adda.

## Bevölkerungsentwicklung
Trezzano Rosa zählt 1536 Privathaushalte. Zwischen 1991 und 2001 stieg die Einwohnerzahl von 2344 auf 3760. Dies entspricht einem prozentualen Zuwachs von 60,4 %.